# Joshua Bell
Joshua David Bell (* 9. prosince 1967, Bloomington, Indiana, USA) je americký houslista - houslový virtuóz, hudební pedagog, držitel Ceny Grammy.

## Hudební kariéra

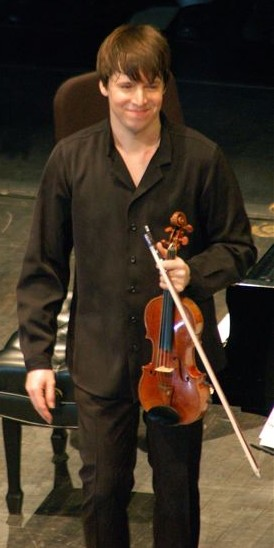
Joshua Bell a jeho stradivárky na Indiana University v únoru 2008

Bell je jeden z nejznámějších a nejvýznamnějších amerických houslistů. Na housle hraje od svých čtyř let, ve 14 letech poprvé veřejně vystupoval jako sólista, v osmnácti již hrál v newyorské Carnegie Hall.
Hraje na housle Stradivari Gibson ex Huberman pocházející z roku 1713, za které zaplatil v roce 2001 cenu téměř 4 miliony dolarů. Zároveň dostal za své předchozí stradivárky Tom Taylor dva miliony dolarů.
Bell je hostujícím profesorem londýnské Královské hudební akademie.
V jarní sezóně roku 2011 byl Bell rezidenčním sólistou České filharmonie. Český rozhlas přenášel
12. dubna 2011 v přímém přenosu jeho recitál z pražského Rudolfina, při kterém za doprovodu pianisty Sama Haywooda přednesl Brahmsovy, Schubertovy a Griegovy komorní skladby. V roce 2016 vystoupil opět v Praze společně s Českou filharmonií pod řízením Jiřího Bělohlávka při slavnostním zahájení její 121. sezóny. Na programu byl houslový koncert D dur, op. 35 Pjotra Iljiče Čajkovského.

## Zajímavá veřejná vystoupení
Bell vystupuje v koprodukčním filmu Krvavé housle (The Red Violin).
12. ledna 2007 přišel do vestibulu metra ve Washingtonu. Zde vytáhl své vzácné stradivárky z pouzdra a během 43 minut zahrál šest klasických skladeb (mj. od Johanna Sebastiana Bacha) jako busker. Za tu dobu kolem prošlo 1097 lidí (záznam skrytou kamerou) a jen několik z nich se pozastavilo a vhodilo mu do otevřeného pouzdra na housle několik mincí. Pouze jedna žena Bella poznala, protože jej tři týdny před tím viděla na koncertě v Knihovně Kongresu. Přitom Bellovy honoráře již tehdy dosahovaly až 60 000 dolarů za hodinové vystoupení.